# Seeligerita
La seeligerita és un mineral de plom, oxigen, iode i clor, químicament és una oxisal de plom(II), el triclorur iodat òxid de triplom, de fórmula Pb₃O(IO₃)Cl₃, de color groc brillant, una densitat de 6,83-7,052 g/cm³, cristal·litza en el sistema ortoròmbic, pseudo-tetragonal. El seu nom fa honor a Erich Seeliger, professor de mineralogia a la Universitat Tècnica de Berlín, Alemanya.